# Лонкоче
Лонкоче (ісп. Loncoche) — місто в Чилі. Адміністративний центр однойменної комуни. Населення — 14 191 осіб (2002). Місто і комуна входить до складу провінції Каутин і регіону Арауканія.
Територія комуни — 976,8 км². Чисельність населення — 22 643 мешканців (2007). Щільність населення — 23,18 чол./км².

## Розташування
Місто розташоване за 72 км на південь від адміністративного центру області міста Темуко.
Комуна межує:
- на півночі — з комуною Горбеа
- на північному сході — з комуною Пітруфкен
- на сході — з комуною Вільяррика
- на південному сході — з комуною Пангіпульї
- на півдні — з комуною Ланко
- на заході — з комуною Марикіна

## Демографія
Згідно з даними, зібраними під час перепису Національним інститутом статистики, населення комуни становить 22 643 особи, з яких 11 279 чоловіків та 11 364 жінки.
Населення комуни становить 2,42 % від загальної чисельності населення області регіону Арауканія. 35,31 % належить до сільського населення та 64,69 % — міське населення.

### Найважливіші населені пункти комуни
- Лонкоче (місто) — 14 191 мешканців
- Уїскапі (селище) — 1032 мешканців